# Estadio Regional Calvo y Bascuñán
El Estadio Regional Calvo y Bascuñán de Antofagasta es un estadio de fútbol ubicado en la ciudad de Antofagasta, capital de la homónima provincia, en Chile. Su equipo titular es el Club de Deportes Antofagasta de la Primera B de Chile.

## Historia
El Estadio Regional de Antofagasta se planificó para ser una subsede para la Copa Mundial de Fútbol de 1962. La idea fue organizada en noviembre de 1955 por el Comité Pro Construcción Estadio Regional, conformado por Alberto Calvo Nieto, Julio Miranda, Miguel Bascuñán Pereira, Enrique Agullo, Pedro Yoma, Esteban Perre, Galvarino Urrutia, Ramón Llarás, Alberto Loyola, Ismael Parga, Félix Pérez, Octavio Tapia, Alfonso Rencoret y Juan Ugarte. El comité tuvo la aprobación del entonces alcalde Humberto Albanese. Es llamado también el coloso de avenida Angamos.
El 6 de noviembre de 1958 se publicó en el Diario Oficial la ley 13.080, donde se detallaba la expropiación de los terrenos del antiguo Club Hípico de Antofagasta. Este artículo marcó el inicio de la construcción del estadio.
La Ilustre Municipalidad de Antofagasta acordó el día 31 de enero de 1959, la entrega de $ 300 000 000 al Club Hípico de Antofagasta, a cambio de los terrenos donde funcionaba este. El 23 de abril es aceptado dicho acuerdo.
El 5 de enero de 1961, el alcalde Santiago Gajardo, hace entrega de los terrenos a Wedeles Balmaceda Mathieu y Cía. Ltda. para iniciar los trabajos de construcción del estadio. La constructora por contrato debía levantar la obra gruesa y las terminaciones.
El 28 de marzo de 1961 se designó a Arica como subsede de la Copa Mundial de Fútbol de 1962. Así, la idea de un estadio para Antofagasta finalmente no logró completarse en el tiempo estipulado por problemas financieros, por lo cual el comité responsable se disolvió, producto de la desmotivación y la falta de apoyo. Aun así el acuerdo con el Club Hípico ya estaba pactado, por lo cual el 3 de julio de 1961 comenzó el desarme del recinto. La idea de ser subsede finalmente fracasó cuando el 11 de febrero de 1962 se confirmó al Estadio Carlos Dittborn de Arica (inaugurado el 15 de abril de 1962) como subsede.
Calvo y Bascuñán rearmaron el Comité Pro Construcción Estadio Regional. Iniciaron una serie de gestiones para lograr el financiamiento del gobierno y privados. Así, Alberto Calvo y Miguel Bascuñán, acompañados por José Papic, Ricardo Pommer y Raúl Cárdenas lograron finalmente continuar pese a lo ocurrido con la construcción del recinto deportivo.
Con la reformación del comité, el 9 de julio de 1962 la Empresa Constructora e Industrial Razmilic reinició los trabajos inconclusos.
Aun así las obras se paralizaron nuevamente, por lo que el 8 de diciembre de 1962 se adjudicaron las obras a otra empresa constructora, la cual llevó a la construcción definitiva del recinto.
El ensayo general del recinto construido se realizó el día 3 de octubre de 1964, cuando el estadio se repletó para comprobar su capacidad. El 8 de octubre de 1964 se inauguró oficialmente el estadio. Al evento asistió el entonces Presidente de la República, don Jorge Alessandri, el alcalde Juan Floreal Recabarren y el exalcalde Santiago Gajardo. En el partido inaugural, el local Unión Bellavista cayó derrotado por 3:1 ante Universidad Católica.
El 7 de julio de 1965, el Comité Pro Construcción Estadio Regional anunció ante el alcalde Juan Floreal Recabarren la disolución de la asociación, ante la formación de otro organismo para la implementación de la iluminación del recinto deportivo. Con tal motivo, Chile Exploration Company donó US$ 100 000 para financiar las luminarias.
El año 1966 se habilitó la pista atlética de ceniza (o escoria) de seis carriles.
Con motivo de la elección de Antofagasta como sub sede del Mundial Juvenil Chile 1987 se realizaron trabajos en el estadio entre ellos la construcción de los túneles de salida a la cancha, nuevas casetas de radio y televisión y un nuevo marcador.

En 1994 se realizó una evaluación de las torres de iluminación que lamentablemente se encontraba en precarias condiciones por lo cual la municipalidad determinó retirar las torres. Por ello una campaña organizada por Deportes Antofagasta, la municipalidad y con el apoyo de la empresa privada e hinchas del club local se pudieron levantar cuatro nuevas torres de iluminación con 25 focos cada uno. Estas torres se inauguraron el viernes 16 de junio de 1995 ante 28000 personas previo al partido amistoso internacional entre la selección de Chile frente a su similar de Nueva Zelanda.

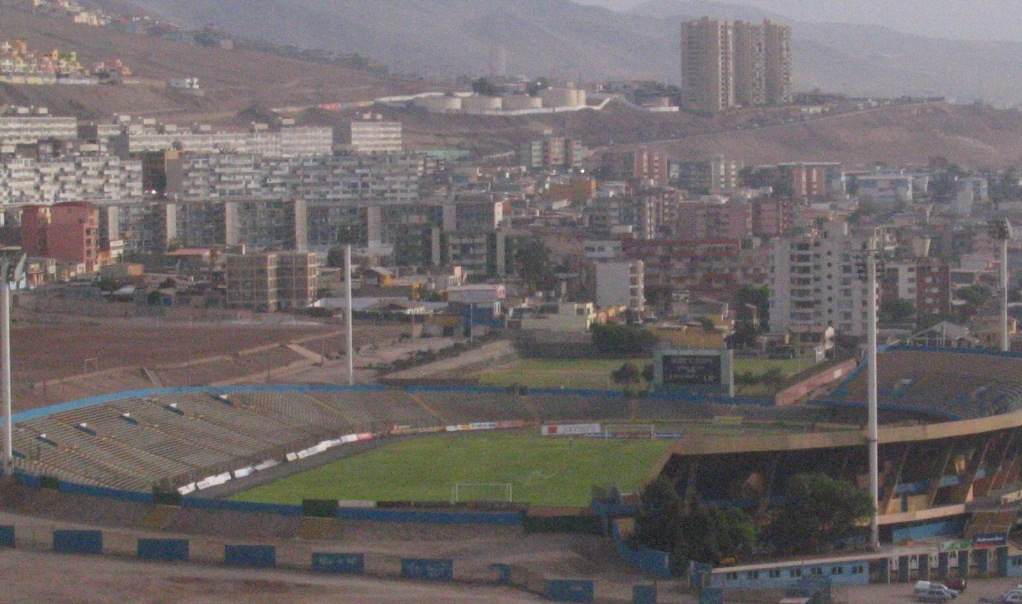
Estadio Regional en noviembre de 2005, antes de su remodelación, visto desde altura.

Desde el año 2006, el Estadio Regional de Antofagasta se encuentra en remodelación, con motivo de la instalación de la pista atlética de rekortán de ocho carriles, de Regupol AG. El proyecto involucró una inversión de aproximadamente $ 816 212 000, valor financiado en conjunto por Chiledeportes, la Ilustre Municipalidad de Antofagasta y el Consejo Regional de Antofagasta (CORE). Dicho monto involucra además la compra del equipamiento adicional de la pista atlética, como colchonetas de Salto de altura y salto con garrocha, balas, jabalinas, tacos de partida y vallas, además de la reinstalación de la reja protectora en el perímetro de la pista.
Diversos grupos intentaron renombrar el Estadio Regional como Estadio Regional Calvo y Bascuñán. Durante el segundo semestre del año 2009, la Ilustre Municipalidad de Antofagasta hizo un llamado a un concurso público para designar el nuevo nombre del estadio por votación popular. Finalmente, el 13 de febrero de 2010 la Comisión de Desarrollo Urbano de la entidad municipal comunicó que el estadio se llamará Estadio Regional Calvo y Bascuñán.

## Críticas
Por el estado que en ese entonces se encontraba se levantaron una serie de críticas en torno al mantenimiento del estadio por parte de la Ilustre Municipalidad de Antofagasta. Durante el año 2006 el aspecto del estadio fue duramente criticado por los medios de comunicación, quienes enfocaron sus críticas especialmente en el estado del césped.
El 26 de febrero de 2007, el Estadio Regional de Antofagasta fue inspeccionado por la Comisión Organizadora de la Copa Mundial Femenina de Fútbol Sub-20 de 2008. El grupo encabezado por Chuck Blazer tenía como motivo el constatar el avance en la organización del evento deportivo.
El miembro del Comité Ejecutivo de la FIFA advirtió a las autoridades que, si bien la ciudad contaba con servicios aptos para alojar un evento deportivo de tales características, carecía de un estadio acorde a las exigencias de la FIFA. Blazer enfatizó además que a pesar de que la ciudad presentaba grandes cambios desde su última visita en 1987 (como jefe de la delegación de la selección de fútbol de Estados Unidos), el estadio seguía igual.
Posteriormente, en marzo del mismo año, el Servicio de Salud de Antofagasta determinó clausurar los baños del recinto deportivo, debido a sus pésimas condiciones de higiene.
Finalmente Harold Mayne-Nicholls, presidente de la Federación de Fútbol de Chile, anunció el 24 de marzo que las doce comunas que seguían en competencia para la organización de la Copa Mundial Femenina de Fútbol Sub-20 eran: Iquique, Coquimbo, La Calera, Viña del Mar, Quillota, La Florida, Rancagua, Chillán, Talca, Concepción, Temuco y Osorno. Tanto Antofagasta como Valparaíso, dos de las comunas propuestas inicialmente por la misma Federación de Fútbol de Chile, se automarginaron del proceso. Con este anuncio, el Estadio Regional de Antofagasta quedó totalmente descartado para albergar el evento deportivo.

## Remodelación
El 20 de junio de 2009, Minera Escondida reveló el plan maestro de remodelación del recinto deportivo, en el marco del Proyecto Bicentenario Minera Escondida y la Red de Estadios Bicentenario. El plan maestro fue obra de la empresa consultora Correa 3 Arquitectos, e involucra la intervención del Gobierno Regional de Antofagasta, Chiledeportes y el Ministerio de Obras Públicas (a través de la Red de Estadios Bicentenario), la Ilustre Municipalidad de Antofagasta, Minera Escondida y Fundación Minera Escondida.
La primera etapa de remodelación tuvo un costo aproximado de $ 8800 000 000, repartidos entre el gobierno ($ 4000 000 000), Fundación Minera Escondida ($ 2800 000 000) y la municipalidad ($ 2000 000 000). El proyecto contempló la instalación de butacas para 21.000 personas, dos ascensores, patio de comidas y zona de estacionamientos, entre otras cosas.
En el año 2010 el Gobierno de Chile anunciaba la postergación de la remodelación del Estadio debido al financiamiento de la reconstrucción por el Terremoto que afectó a la zona Centro-Sur del país ocurrido el 27 de febrero de 2010. Sin embargo diversas gestiones de la alcaldesa de Antofagasta Marcela Hernando al gobierno central lograron planificar la licitación e inicio de obras del futuro nuevo estadio.
El 28 de junio de 2011, después de intensas gestiones y varios intentos fallidos por licitar el proyecto se dieron inicio a las obras de remodelación, con la entrega del recinto a la empresa que se adjudicó las obras (Navarrete y Díaz Cumsille). Debido a la instalación de las butacas, la capacidad se redujo a 21.170 espectadores. En un principio, la empresa Navarrete y Díaz Cumsille tenía un plazo de 360 días para entregar la obra gruesa lista. Después de ese período, el Municipio local debía realizar la instalación de las butacas y las pantallas. Sin embargo, numerosos retrasos postergaron la entrega del reducto nuevo. A principios de 2013, la recién asumida alcaldesa de Antofagasta, Karen Rojo, anunció que la anhelada inauguración del Estadio "Calvo y Bascuñán" se realizaría a fines de marzo de 2013.
La noche del lunes 18 de febrero de 2013, se realizó la prueba de luces, que sorprendió a transeúntes y residentes del sector, destacando el gran potencial lumínico de sus focos.
Finalmente el Estadio Regional fue re- inaugurado al mediodía del miércoles 23 de marzo de 2013 por el presidente de la República Sebastián Piñera Echenique junto a la presencia de diversas autoridades nacionales y regionales. En la tarde y noche del mismo día se realizó la puesta en marcha del estadio con dos partidos de fútbol las cuales fueron muy criticadas tanto a nivel nacional como internacional. A las 19:00 horas estaba programado el primer partido entre Deportes Antofagasta y América de Cali de Colombia, sin embargo el vuelo en que traían al equipo cafetero nunca aterrizó en el Aeropuerto Andrés Sabella por motivos de la presencia de la delegación presidencial en el lugar y fallas de la organización del evento. Por ello el partido fue trasladado a altas horas de la noche posterior al encuentro de Colo Colo y Universidad Católica la cual era televisada a nivel nacional. Esto provocó el descontento de los hinchas de Antofagasta quienes pidieron la devolución de las entradas y apuntando fuertemente a la alcaldesa Karen Rojo manifestando en su presencia este mal momento.

## Eventos

### Eventos musicales
El Estadio Regional ha sido escenario de diversos eventos musicales, con actuaciones de Luis Miguel (1999), Miguel Bosé (2005), Ricardo Arjona (2006), Alejandro Sanz (2007), Daddy Yankee (2010), Los Prisioneros, La Ley, Los Tres, Soda Stereo, Romeo Santos (2015) entre otros.
Con motivo de la celebración del aniversario de Antofagasta en el año 2004 se realiza el Festival de la Minería con la presencia de diversos artistas regionales, nacionales e internacionales. En el año 2005 este festival musical paso a denominarse Verano Naranja, la cual tuvo una duración de seis noches y se desarrolló hasta el año 2008.
En el año 2011, el 9 de junio es el lugar escogido para la última presentación de Camilo Sesto en Chile en la gira del Adiós, completando así sus presentaciones a lo largo del país. Santiago el 21 y 22 de mayo de 2008 y Concepción 23 de mayo de 2008.
Tras el éxito de las versiones 2013 y 2014 del Festival de Antofagasta, las autoridades municipales planean realizar las futuras versiones en este recinto, ya que es el único recinto de Antofagasta que puede albergar eventos masivos, además de que no se puede seguir utilizando las instalaciones del Puerto de Antofagasta para la realización de espectáculos de envergadura. Desde el año 2016 el Festival de Antofagasta "La Fiesta del Norte" se desarrolla en el recinto deportivo con motivo de la celebración del aniversario de la ciudad.

### Eventos deportivos

#### Copa Mundial de Fútbol Juvenil de 1987
Si bien el Estadio Regional de Antofagasta no logró ser subsede de la Copa Mundial de Fútbol de 1962, el recinto si consiguió ser una de las subsedes de la Copa Mundial de Fútbol Juvenil de 1987. En este recinto se disputaron 6 de los 24 partidos de la primera fase, todos correspondientes al Grupo D.
El cuarto partido de la primera ronda (4) se disputó el 11 de octubre, donde se enfrentó Estados Unidos contra Bulgaria. El único gol, marcado por el búlgaro Dimitar Vassiliev significó el triunfo de Bulgaria por 1:0.
El 12 de octubre se jugó el octavo partido de la primera ronda (8). El partido fue un categórico triunfo de Alemania Federal sobre Arabia Saudita por 3:0. Los goles fueron anotados por Thomas Epp, Alexander Strehmel y Marcel Witeczek.
En el duodécimo partido de la primera ronda (12), disputado el 14 de octubre, Estados Unidos derrotó por 1:0 a Arabia Saudita, con un solitario gol de Chris Unger.
El 15 de octubre se disputó el decimosexto partido de la primera ronda (16), donde se enfrentaron las selecciones de Bulgaria y de Alemania Federal, con un triunfo de 0:3 a favor de los alemanes. Los goles fueron anotados por Marcel Witeczek (en dos ocasiones) y Knut Reinhardt.
El vigésimo partido de la primera ronda (20) se disputó el 17 de octubre, fecha en la cual se enfrentaron las selecciones de Estados Unidos y de Alemania Federal, con un triunfo de 2:3 a favor de los alemanes. Los goles del seleccionado alemán fueron anotados por Marcel Witeczek y Andreas Möller, mientras que el único gol estadounidense fue obra de Michael Constantino.
El 18 de octubre se disputó el vigésimo cuarto y último partido de la primera ronda (24) entre Bulgaria y Arabia Saudita, con un triunfo de 2:0 a favor de los búlgaros. Los goles fueron anotados por Ivo Slavtchev y Radko Kalaydjiev.

### Grupo D
| Equipo           | Pts | PJ | PG | PE | PP | GF | GC |
| ---------------- | --- | -- | -- | -- | -- | -- | -- |
| Alemania Federal | 6   | 3  | 3  | 0  | 0  | 8  | 1  |
| Bulgaria         | 4   | 3  | 2  | 0  | 1  | 3  | 3  |
| Estados Unidos   | 2   | 3  | 1  | 0  | 2  | 2  | 3  |
| Arabia Saudita   | 0   | 3  | 0  | 0  | 3  | 0  | 6  |

| 11 de octubre de 1987, 17:00 | Estados Unidos | 0:1 (0:1) | Bulgaria      | Estadio Regional, Antofagasta                                           |                                                                         |
|                              |                | Reporte   | Vassiliev 26' | Asistencia: 18.000 espectadores Árbitro(s): Jean Fidele Diramba (Gabón) | Asistencia: 18.000 espectadores Árbitro(s): Jean Fidele Diramba (Gabón) |

| 12 de octubre de 1987, 17:00 | Arabia Saudita | 0:3 (0:3) | Alemania Federal                     | Estadio Regional, Antofagasta                                    |                                                                  |
|                              |                | Reporte   | Epp 6' · Strehmel 27' · Witeczek 31' | Asistencia: 8.000 espectadores Árbitro(s): Carlo Longhi (Italia) | Asistencia: 8.000 espectadores Árbitro(s): Carlo Longhi (Italia) |

| 14 de octubre de 1987, 17:00 | Estados Unidos | 1:0 (0:0) | Arabia Saudita | Estadio Regional, Antofagasta                                           |                                                                         |
|                              | Unger 73'      | Reporte   |                | Asistencia: 5.000 espectadores Árbitro(s): Stjepan Glavina (Yugoslavia) | Asistencia: 5.000 espectadores Árbitro(s): Stjepan Glavina (Yugoslavia) |

| 15 de octubre de 1987, 17:00 | Bulgaria | 0:3 (0:0) | Alemania Federal                         | Estadio Regional, Antofagasta                                          |                                                                        |
|                              |          | Reporte   | Witeczek 50' (pen.), 53' · Reinhardt 59' | Asistencia: 8.000 espectadores Árbitro(s): Enrique Marín Gallo (Chile) | Asistencia: 8.000 espectadores Árbitro(s): Enrique Marín Gallo (Chile) |

| 17 de octubre de 1987, 17:00 | Estados Unidos          | 1:2 (1:1) | Alemania Federal           | Estadio Regional, Antofagasta                                     |                                                                   |
|                              | Michael Constantino 44' | Reporte   | Witeczek 36' · Moeller 73' | Asistencia: 3.500 espectadores Árbitro(s): Toshikazu Sano (Japón) | Asistencia: 3.500 espectadores Árbitro(s): Toshikazu Sano (Japón) |

| 18 de octubre de 1987, 17:00 | Bulgaria                       | 2:0 (2:0) | Arabia Saudita | Estadio Regional, Antofagasta                         |                                                       |
|                              | Slavtchev 31' · Kalaydjiev 37' |           |                | Asistencia: 8.000 espectadores Árbitro(s): Yi-Fa Chow | Asistencia: 8.000 espectadores Árbitro(s): Yi-Fa Chow |

Además, en este recinto deportivo se disputó 1 de los 8 partidos de la segunda fase.
Se disputó el cuarto partido de los cuartos de final (28) el 21 de octubre, donde se enfrentaron las selecciones de Alemania Federal y de Escocia. El partido finalizó empatado de 1:1, con goles de Knut Reinhardt para Alemania Federal y de Scott Nisbet para Escocia. La prórroga también finalizó empatada, por lo cual el partido se definió a penales, donde Alemania Federal venció por 4:3.
| 21 de octubre de 1987, 16:15 | Alemania Federal | 1:1 (1:1, 1:1) | Escocia    | Regional de Antofagasta, Antofagasta                                       |                                                                            |
|                              | Reinhardt 8'     | Reporte        | Nisbet 45' | Asistencia: 4.000 espectadores Árbitro(s): Juan Carlos Loustau (Argentina) | Asistencia: 4.000 espectadores Árbitro(s): Juan Carlos Loustau (Argentina) |

| Definición por penales |  |     |
|                        |  | 4:3 |

#### Supercopa de Chile 2013
El Estadio Regional Calvo y Bascuñán fue sede de la primera edición de la Supercopa de Chile 2013. El evento se realizó el 10 de julio de 2013 y se enfrentaron los clubes de Universidad de Chile, campeón de la Copa Chile 2012-13 y Unión Española, campeón del Torneo Transición 2013. 
| 10 de julio de 2013 | Unión Española              | 2:0 | Universidad de Chile | Estadio Regional Calvo y Bascuñán, Antofagasta, Chile |                           |
|                     | Canales 36' · Hernández 89' |     |                      | Árbitro(s): Enrique Osses                             | Árbitro(s): Enrique Osses |

#### Copa Sudamericana 2013
Por la remodelación del Estadio Municipal de Calama, Cobreloa debió jugar sus partidos de Copa Sudamericana 2013 en el Calvo y Bascuñán. Empató los dos partidos de local que jugó, 0-0 contra el Peñarol uruguayo en la primera fase, y 1-1 contra La Equidad de Colombia en la segunda fase, quedando eliminados por los goles de visita.
| 1 de agosto de 2013 | Cobreloa | 0:0 (0:0) | Peñarol | Estadio Calvo y Bascuñán, Antofagasta                     |                                                           |
|                     |          | Reporte   |         | Asistencia: 8.843 espectadores Árbitro(s): Julio Quintana | Asistencia: 8.843 espectadores Árbitro(s): Julio Quintana |

| 29 de agosto de 2013 | Cobreloa          | 1:1 (1:1) | La Equidad | Estadio Regional Calvo y Bascuñán, Antofagasta         |                                                        |
|                      | Chaves 30' (pen.) | Reporte   | Moreno 26' | Asistencia: 6.119 espectadores Árbitro(s): Raúl Orozco | Asistencia: 6.119 espectadores Árbitro(s): Raúl Orozco |

#### Copa América 2015
Antofagasta fue confirmada como sede de la Copa América 2015 el 15 de diciembre de 2012. Esto ha hecho pensar la necesidad de mejorar la infraestructura deportiva existente. Uno de los proyectos principales es la habilitación de canchas de pasto natural en las antiguas canchas de tierra y en el Estadio Parque Juan López.

| 13 de junio de 2015, 16:00                | Uruguay       | 1:0 (0:0) | Jamaica | Estadio Regional Calvo y Bascuñán, Antofagasta        |                                                       |
|                                           | Rodríguez 51' | Reporte   |         | Asistencia: 8653 espectadores Árbitro(s): José Argote | Asistencia: 8653 espectadores Árbitro(s): José Argote |
| Vídeo resumen oficial: Uruguay vs Jamaica |               |           |         |                                                       |                                                       |

| 16 de junio de 2015, 18:00                 | Paraguay    | 1:0 (1:0) | Jamaica | Estadio Regional Calvo y Bascuñán, Antofagasta        |                                                       |
|                                            | Benítez 36' | Reporte   |         | Asistencia: 6099 espectadores Árbitro(s): Carlos Vera | Asistencia: 6099 espectadores Árbitro(s): Carlos Vera |
| Vídeo resumen oficial: Paraguay vs Jamaica |             |           |         |                                                       |                                                       |

#### Copa Sudamericana 2019
Deportes Antofagasta luego de una histórica campaña obteniendo el cuarto lugar en el Campeonato Scotiabank 2018 obtuvo su cupo para disputar la Copa Sudamericana 2019 por primera vez en su historia y nada más ni menos que debutando frente al tradicional club brasileño Fluminense de Río de Janeiro por la primera fase del torneo.
El partido de ida se jugaría el 26 de febrero del 2019 como visita en el mítico Estadio Maracaná, mientras que la vuelta se disputó el 21 de marzo, siendo este la primera vez en que un torneo internacional en el recinto era disputado por el cuadro local y a estadio lleno.
Jason Flores marcaría el primer gol en la historia del cuadro Puma por copas internacionales y Fernando Hurtado terminó siendo la figura del elenco nortino tal como en el partido jugado en Brasil al contener un penal. Cosa que lamentablemente no alcanzaría al ganar el equipo carioca por dos tanto a uno en un Calvo y Bascuñán repleto.
| 21 de marzo de 2019 | Deportes Antofagasta | 1:2 (1:1) | Fluminense                 | Estadio Calvo y Bascuñán, Antofagasta                     |                                                           |
|                     | J.Flores 25'         | Reporte   | Everaldo 17' · Luciano 69' | Asistencia: 14.237 espectadores Árbitro(s): Wilmar Roldán | Asistencia: 14.237 espectadores Árbitro(s): Wilmar Roldán |

#### Copa Sudamericana 2021
| 16 de marzo de 2021, 21:30 (UTC-3) | Deportes Antofagasta | 0:1 (0:0) | Huachipato             | Estadio Calvo y Bascuñán, Antofagasta                 |                                                       |
|                                    |                      | Reporte   | Sepúlveda 90+6' (pen.) | Asistencia: 0 espectadores Árbitro(s): Nicolás Gamboa | Asistencia: 0 espectadores Árbitro(s): Nicolás Gamboa |

#### Copa Sudamericana 2022
| 17 de marzo, 19:15 (UTC-3) | Deportes Antofagasta            | 0:1 (0:0) (4:1 p.)         | Unión Española               | Estadio Calvo y Bascuñán, Antofagasta |                         |
|                            |                                 | Reporte                    | Piñeiro 49'                  | Árbitro(s): Jhon Ospina               | Árbitro(s): Jhon Ospina |
|                            |                                 | Tiros desde el punto penal |                              |                                       |                         |
|                            | Uribe · Bravo · Cuadra · Flores |                            | Conelli · Galdames · Larenas |                                       |                         |